# 古達爾山脈

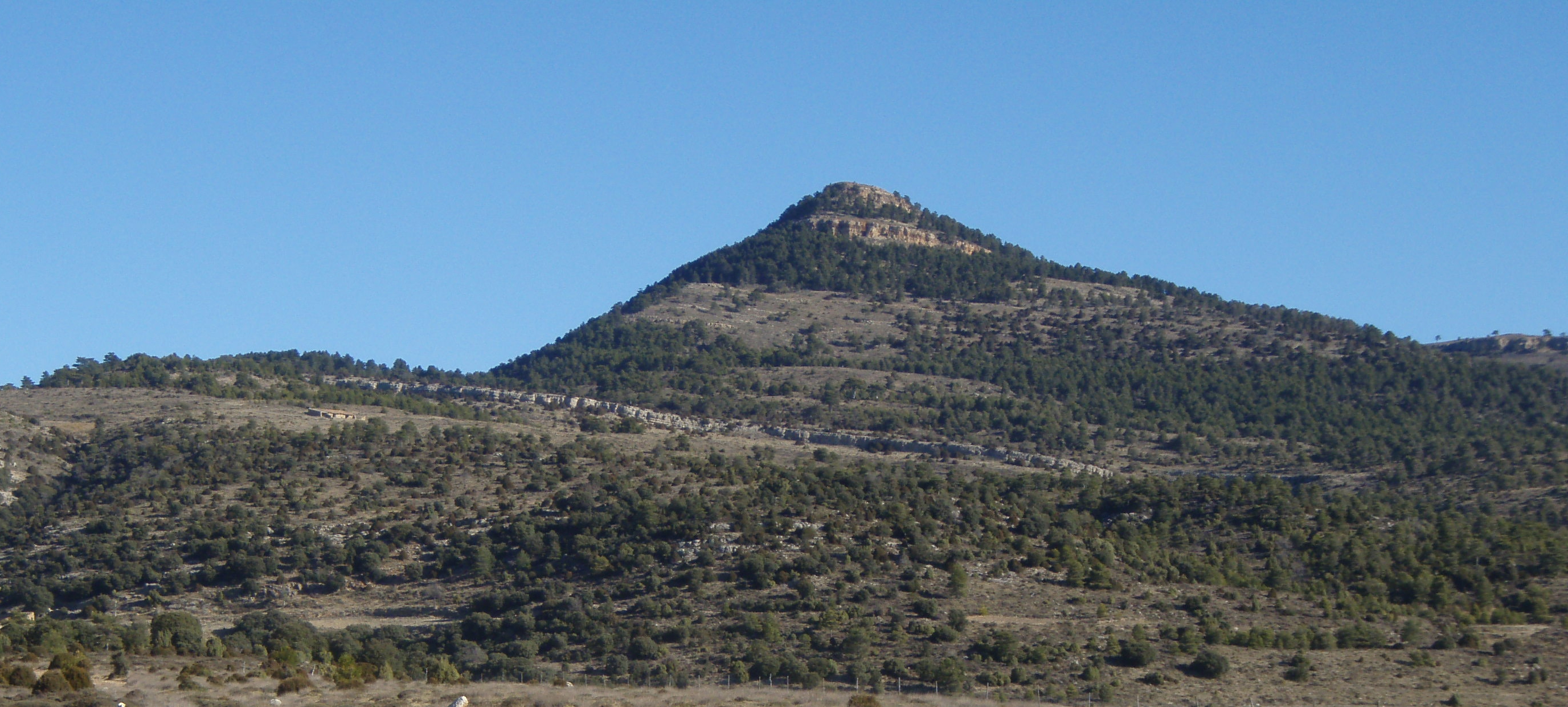

40°22′25″N 0°37′56″W / 40.37361°N 0.63222°W
古達爾山脈（西班牙語：Sierra de Gúdar），是西班牙的山脈，位於阿拉貢自治區，屬於伊比利亞山脈的一部分，最高點是海拔高度2,019米的佩尼亞羅亞峰，山體由石灰岩組成。